# Edmond Bacot
Edmond Bacot (25. července 1814, Caen – 26. dubna 1875, tamtéž) byl francouzský fotograf a jeden z průkopníků fotografie v Caen. Proslavil se tím, že fotografoval Victora Huga v exilu na Guernsey.

## Životopis
Vnuk Alexandra Bacota se narodil v Caen 25. července v rodině protestantských obchodníků. Nejprve se vyučil malířem, poté se seznámil s Charlesem Nègrem a Gustavem Le Grayem na Škole výtvarných umění v Paříži. V roce 1850 se přestěhoval zpět do Caen, kde pořídil první fotografie. V prosinci 1852 jako zanícený republikán navštívil Victora Huga v exilu na Guernsey. V následujícím roce přivedl k fotografii básníkova syna Charlese Huga. S dalšími přáteli fotografy se v roce 1855 podílel na vzniku Société des beaux-arts de Caen a na umělecké výstavě v Caen, kde bylo prezentováno na čtyřicet fotografií.
V roce 1862 vyfotografoval Victora Huga na Guernsey.
Zemřel v Caen dne 26. dubna 1875. Univerzitní rezidence nese jeho jméno na kampusu 2 University of Caen.

## Galerie

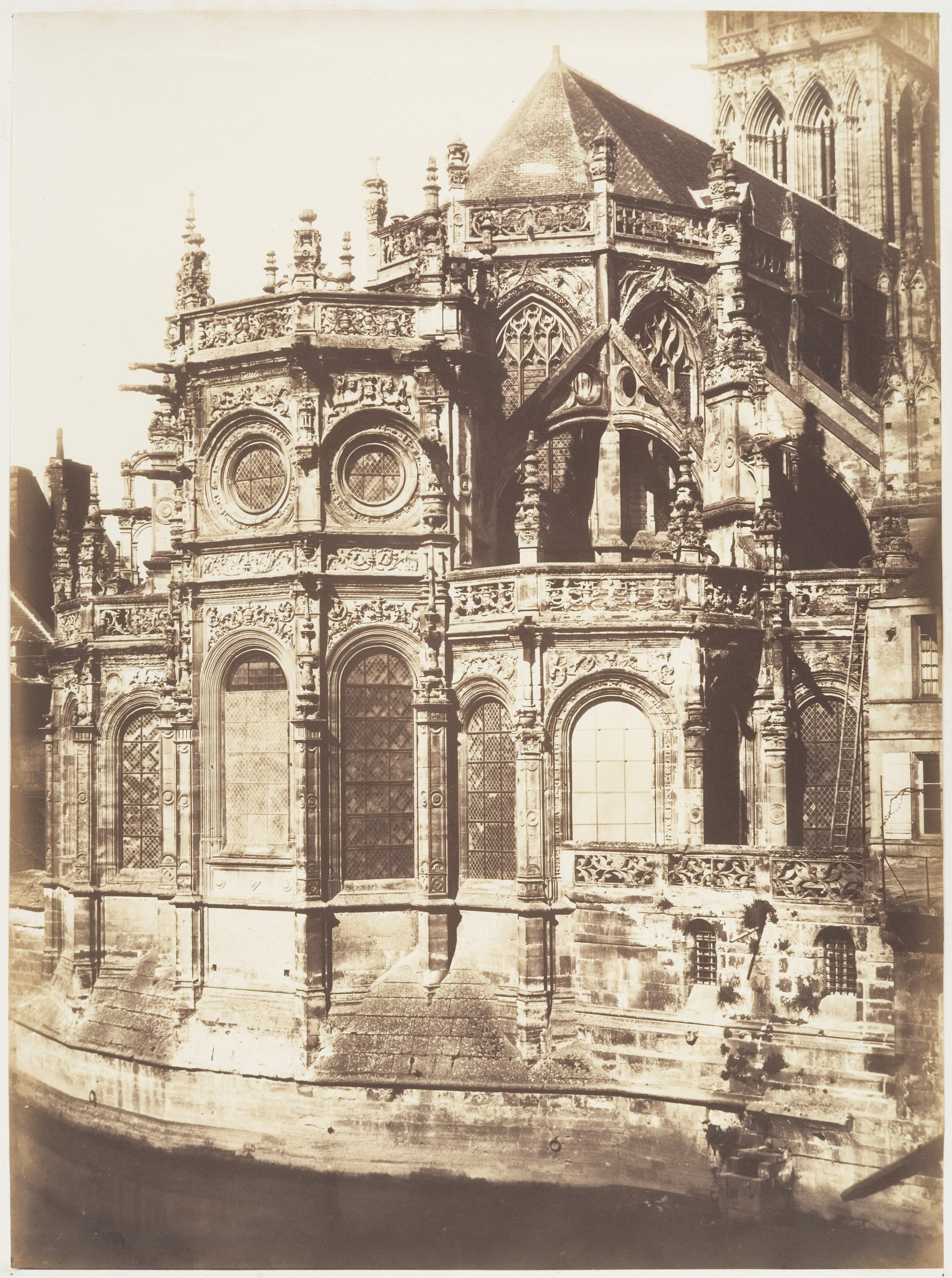
Abside de Saint-Pierre, Caen
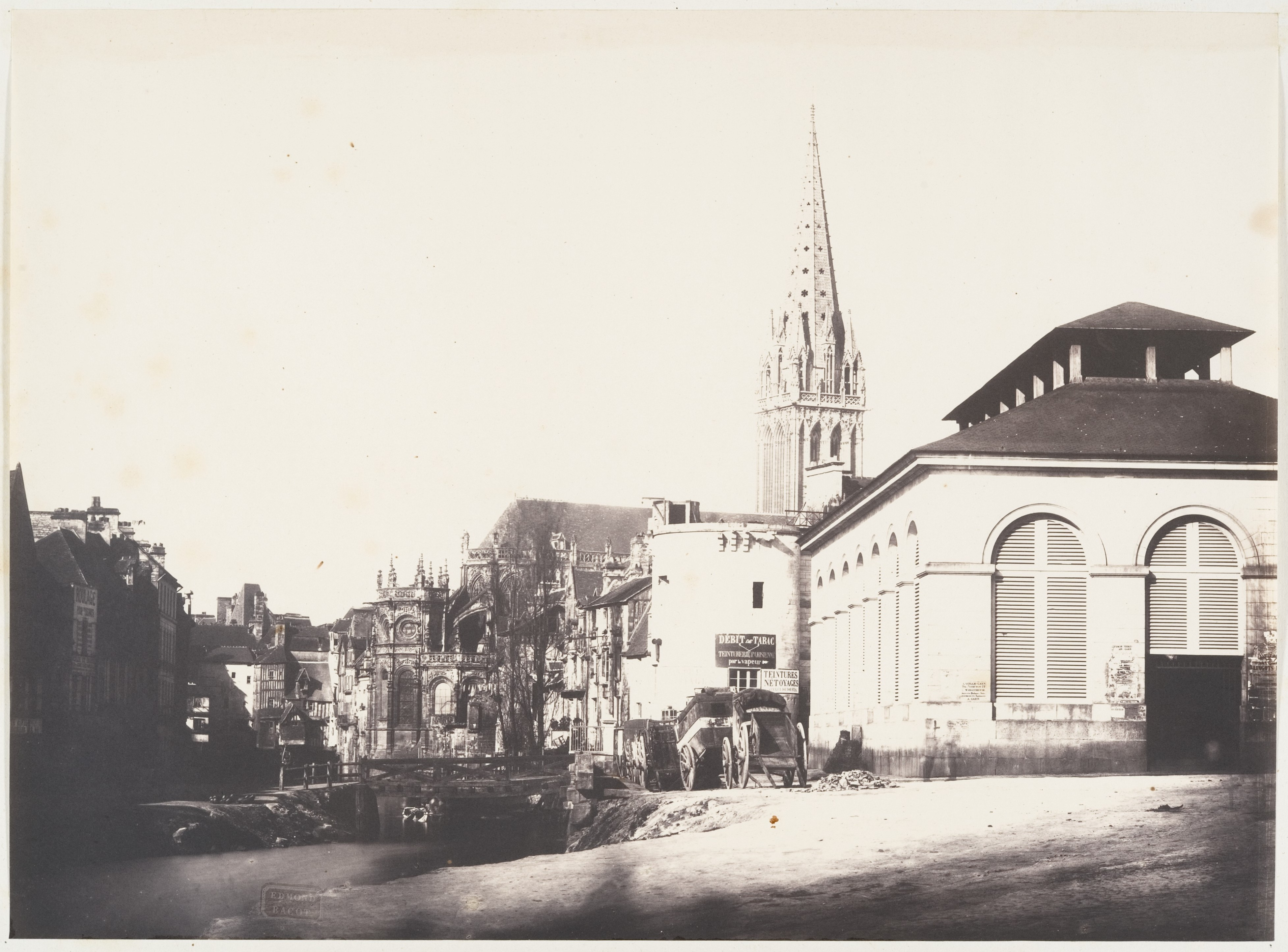
Nábřeží před rybím trhem v Caen před zaplavením řeky v roce 1860
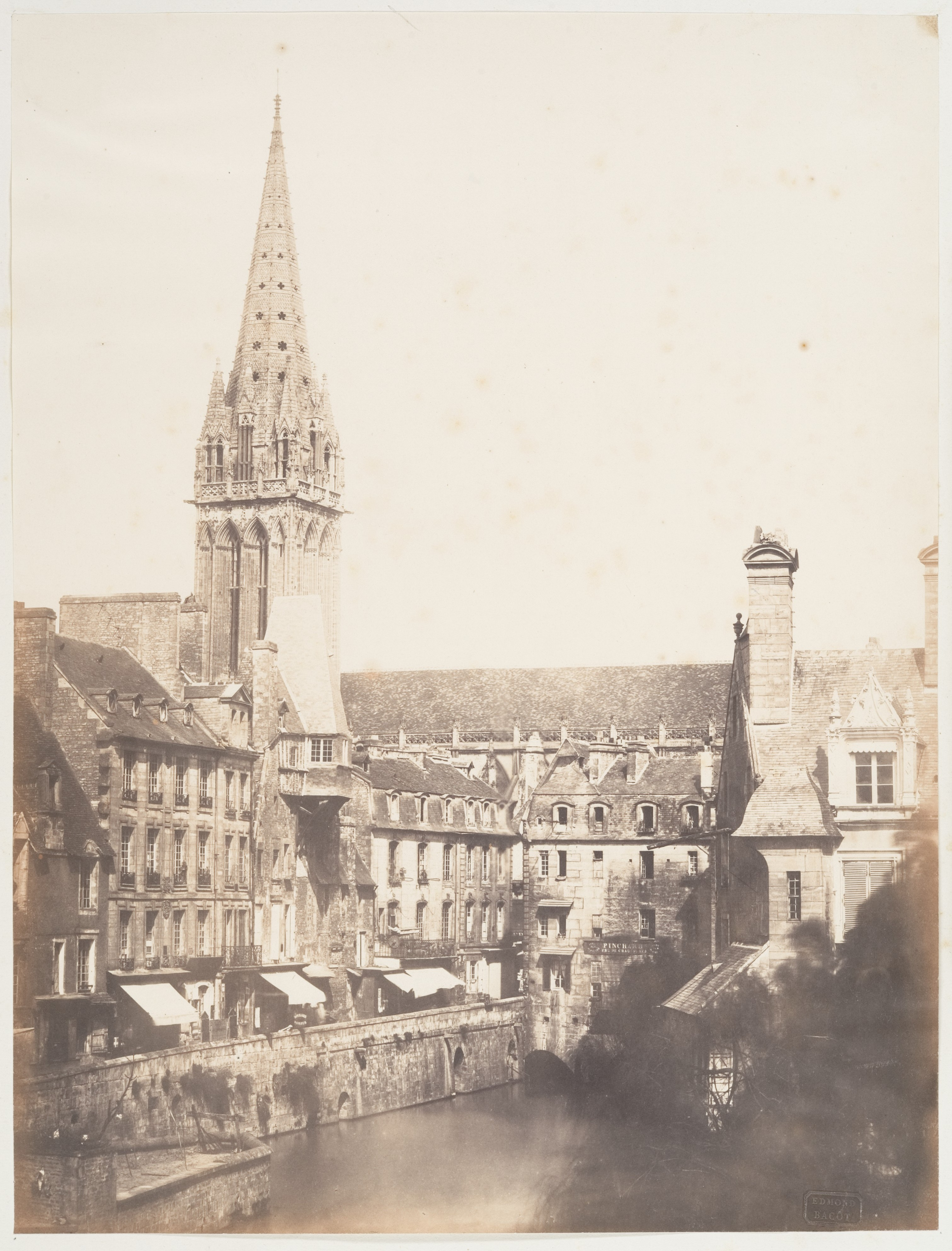
Rue des Petits-Murs v Caen před zakrytím řeky v roce 1860 (nyní Boulevard Maréchal-Leclerc)
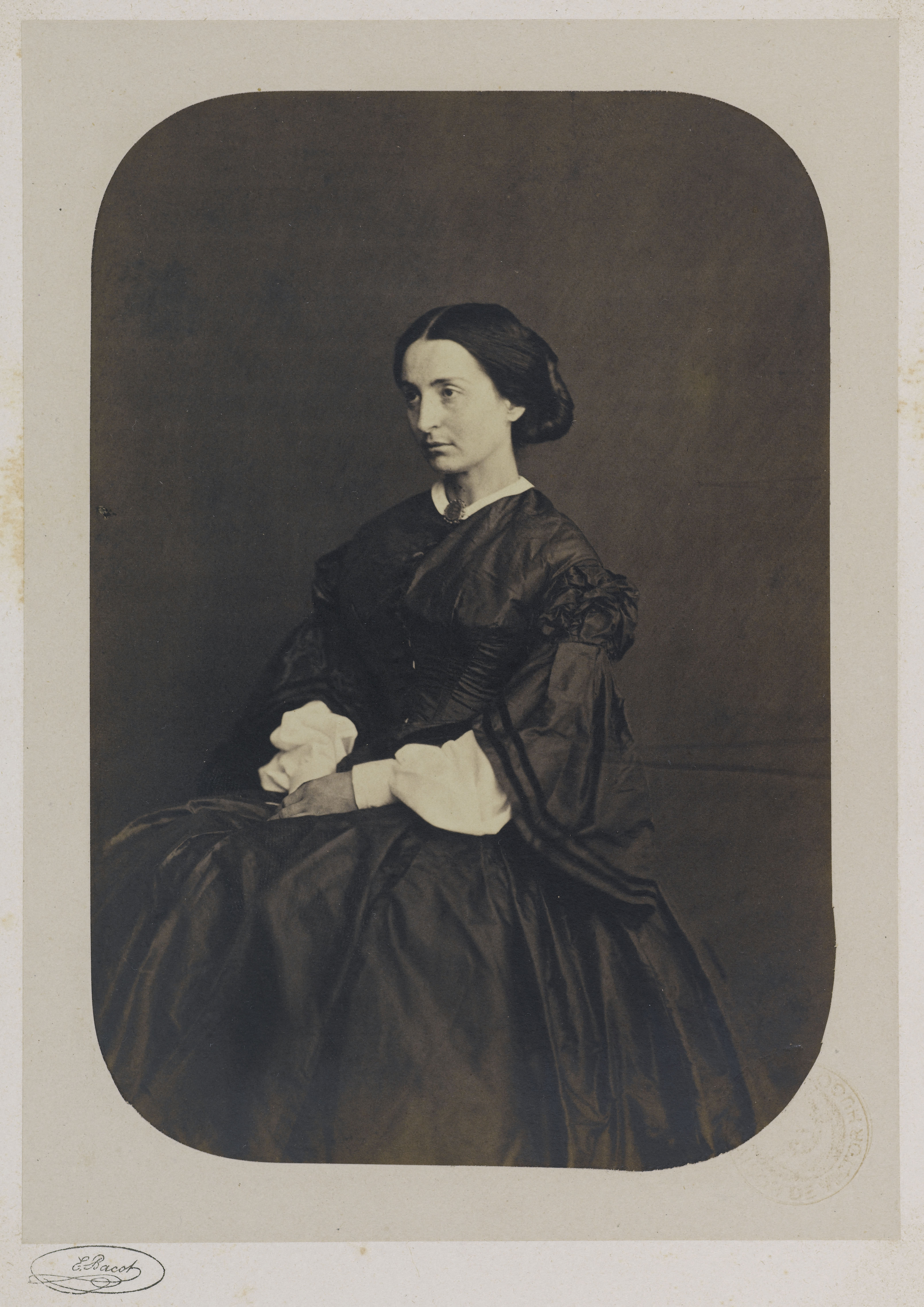
Adèle Hugová, nejmladší dcera básníka
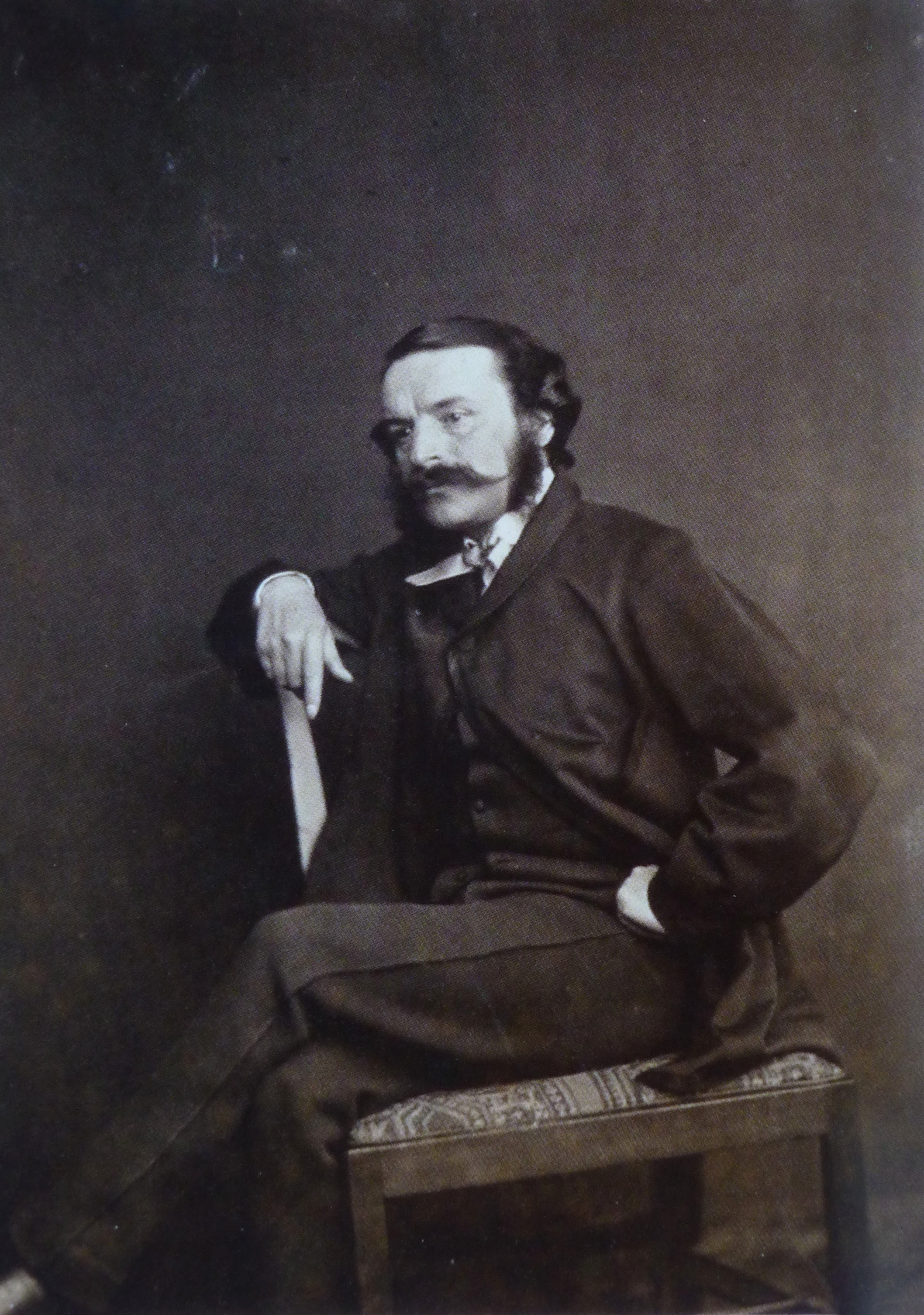
Francois-Victor Hugo, 1862
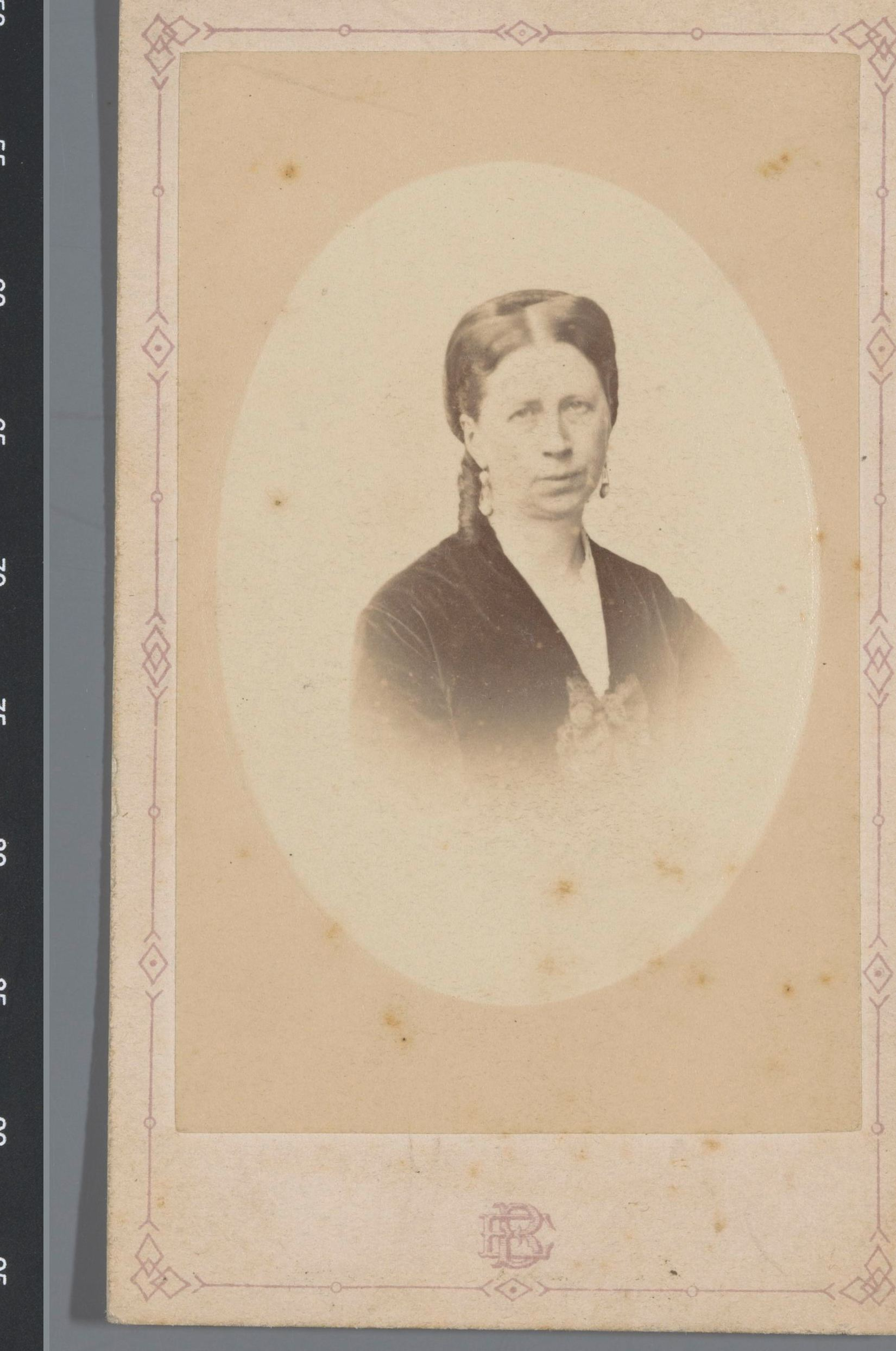
Portrét neznámé ženy
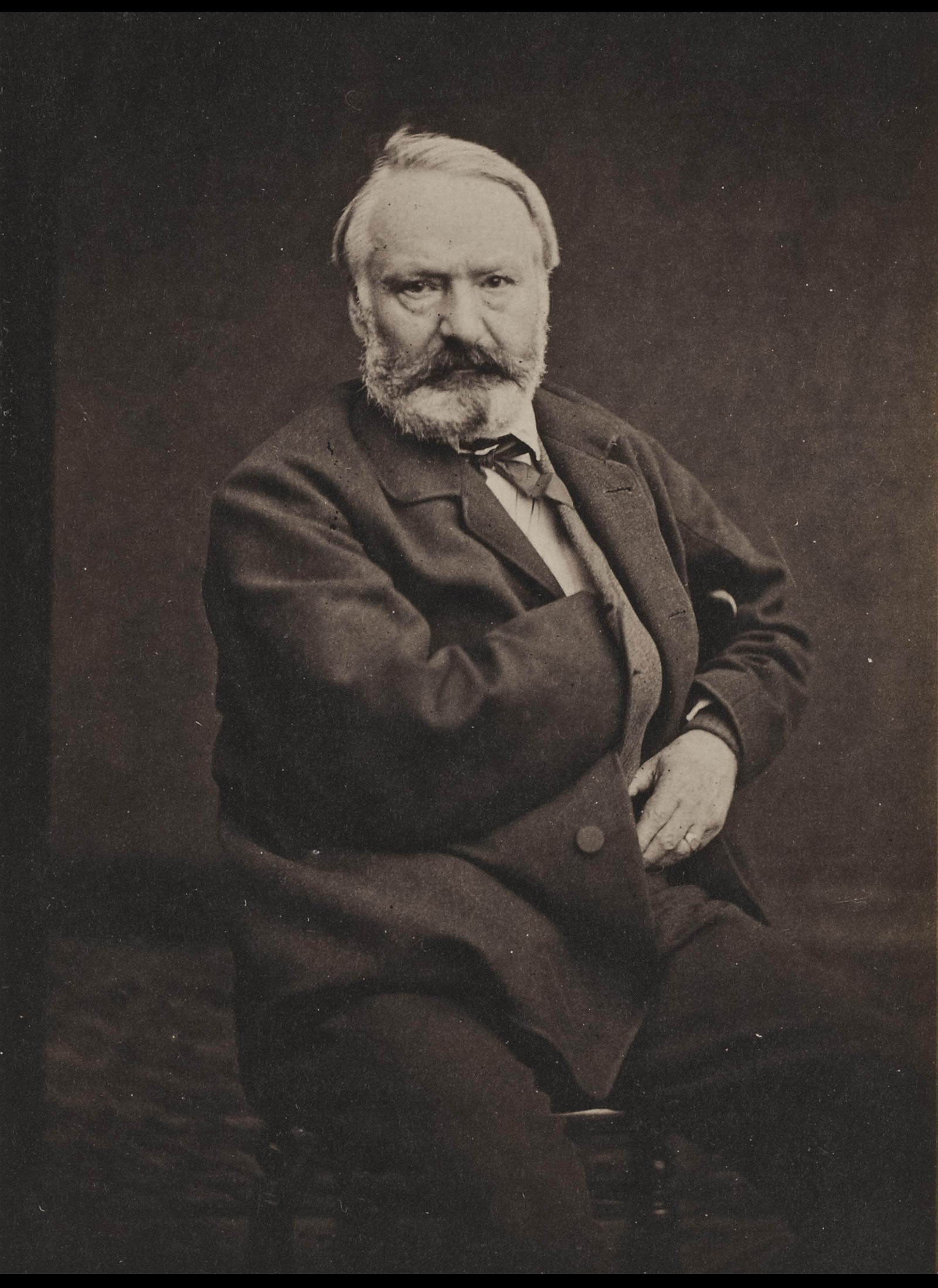
Victor Hugo, 1862
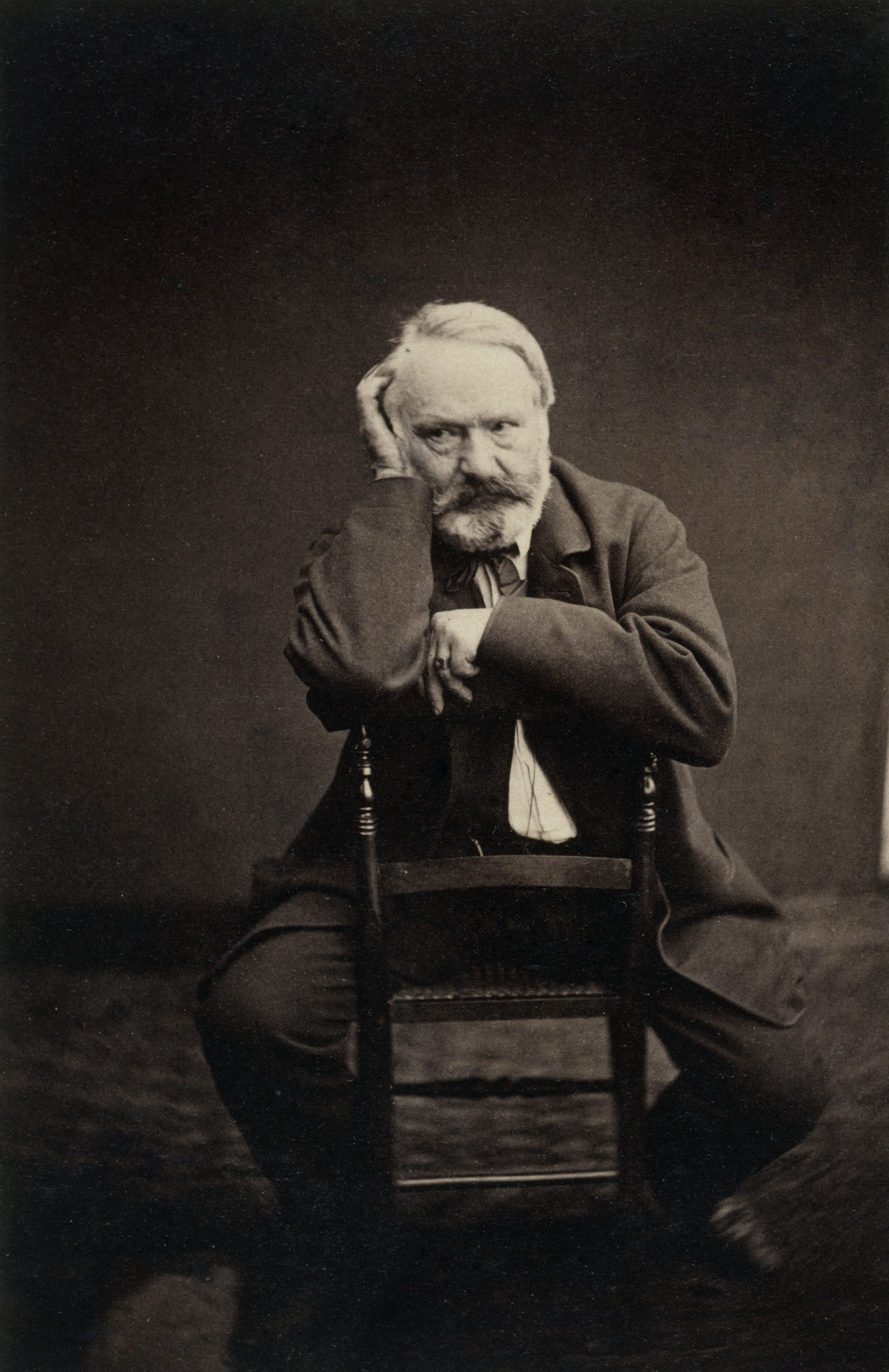
Victor Hugo, 1862